# Esqui com rodas

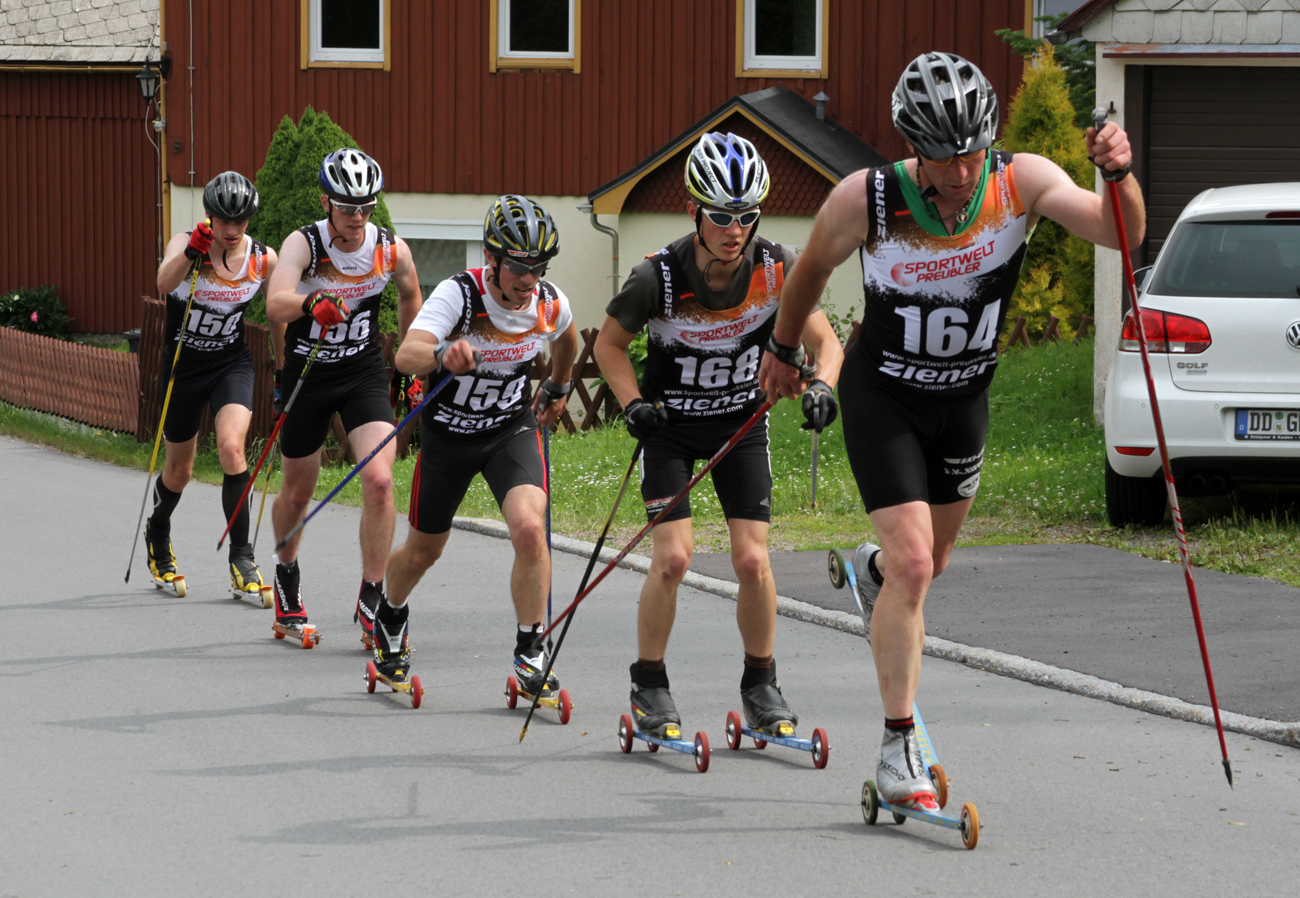
Esqui com rodas clássico (com 3 rodas).

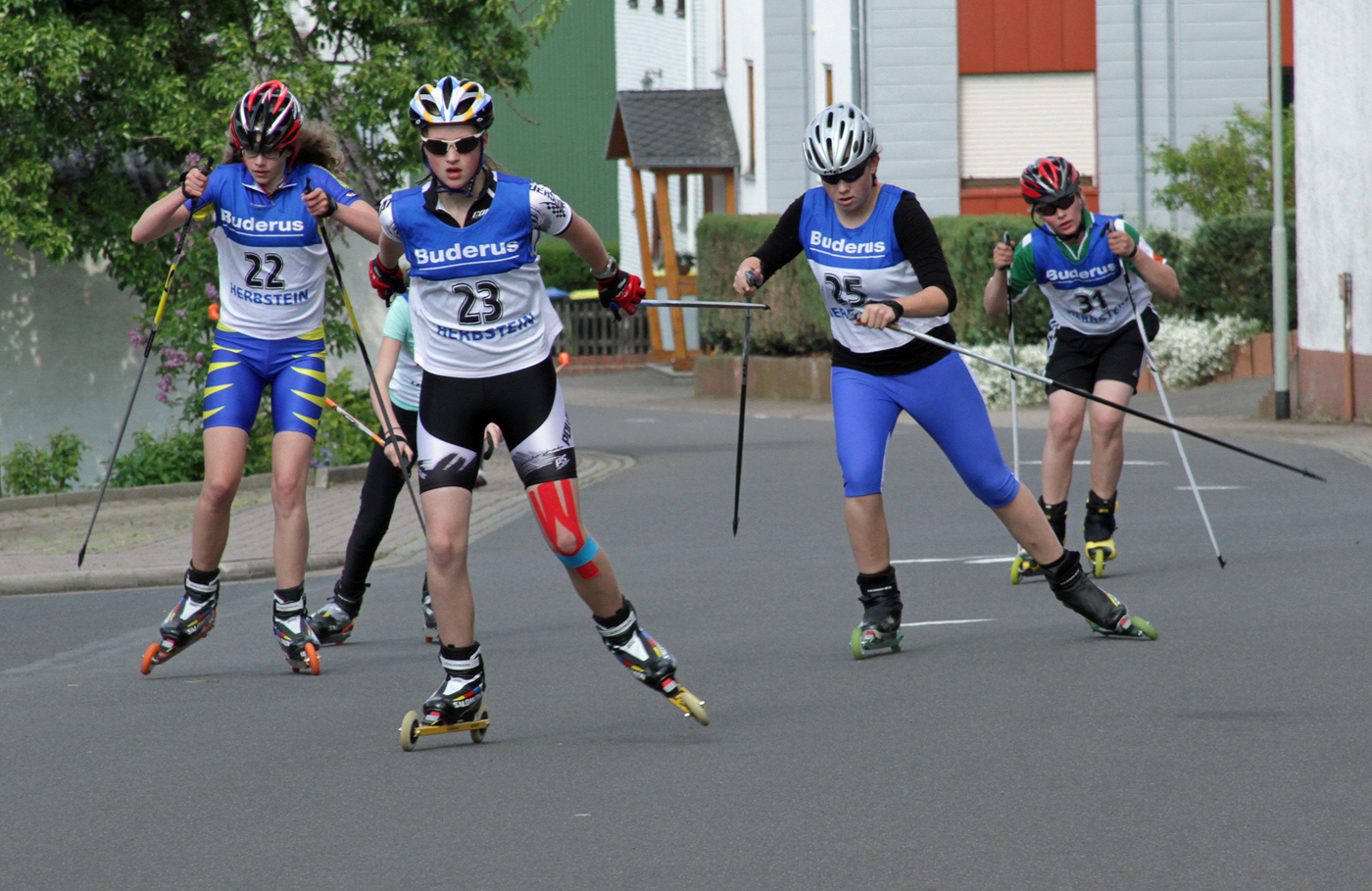
Esqui com rodas deslizante (com 2 rodas).

O esqui com rodas, ou roller ski ou skiroll, é uma variação do esqui de fundo praticado sem neve, onde os esquis possuem rodas em suas extremidades para permitir a movimentação em superfícies duras. Foi criado como uma forma de treino de atletas de esqui de fundo durante os meses sem neve.

## História
Os primeiros esquis com rodas foram construídos em meados da década de 1930 na Itália e no norte da Europa. No início da década de 1950, quando o esqui cross-country começou a evoluir para um esporte de competição, aumentou a necessidade de treinamento no verão. A partir da década de 1950, as pessoas experimentavam esquis sobre rodas. Na década de 1970, surgiu uma espécie de padrão e as primeiras corridas ocorreram. Nesse momento, todos os patins de patins tinham uma roda na frente e duas na traseira. A armação de metal tinha entre 70 e 100 centímetros (2'4 "e 3'4") de comprimento.
Os atletas perceberam que poderiam começar a se envolver em competições. Em 1976, Giustino Del Vecchio, um piloto de avião, estabeleceu um recorde em Monza fazendo 240,5 quilômetros (149,4 milhas) em 24 horas nos patins que ele havia projetado, usando materiais e tecnologias da indústria aeronáutica.
No início, os esquis eram desenvolvidos com uma roda na frente e duas rodas atrás. A introdução do deslizamento (técnica livre) no esqui de fundo mudou as necessidades de treinamento dos atletas, o que consequentemente impactou o formato dos patins. Novos esquis com duas rodas em vez de três e materiais muito mais leves podem ser usados tanto no estilo clássico quanto no deslizamento.
A Federação Europeia de Esqui com Rodas foi fundada por volta de 1985 e o primeiro Campeonato Europeu foi organizado nos Países Baixos em 1988. O crescimento do esporte atraiu a atenção da Federação Internacional de Esqui. Em 1992, o FIS reconheceu o esqui com rodas como um esporte distinto do esqui de fundo.